# Frank Foley (espion)
Francis Edward Foley dit Frank Foley, né le 24 novembre 1884 à Highbridge dans le Somerset en Angleterre et mort le 8 mai 1958 à Stourbridge, est un membre du service de renseignement britannique MI6. Il est connu pour avoir, dans les années 1930, permis à de nombreux Juifs de fuir l'Allemagne nazie.

## Biographie
Au déclenchement de la Première Guerre mondiale, Franck Foley est étudiant en philosophie à Hambourg. Pour éviter d'être arrêté comme ressortissant d'une puissance ennemie, il fuit à Emden et, avec l'aide de pêcheurs, passe aux Pays-Bas, pays alors neutre. Revenu en Angleterre, il s'engage dans l'armée et est envoyé avec le grade de sous-lieutenant sur le front de l'ouest où il est gravement blessé. Après son rétablissement, il supervise un réseau d'espionnage opérant en France, en Belgique et aux Pays-Bas.

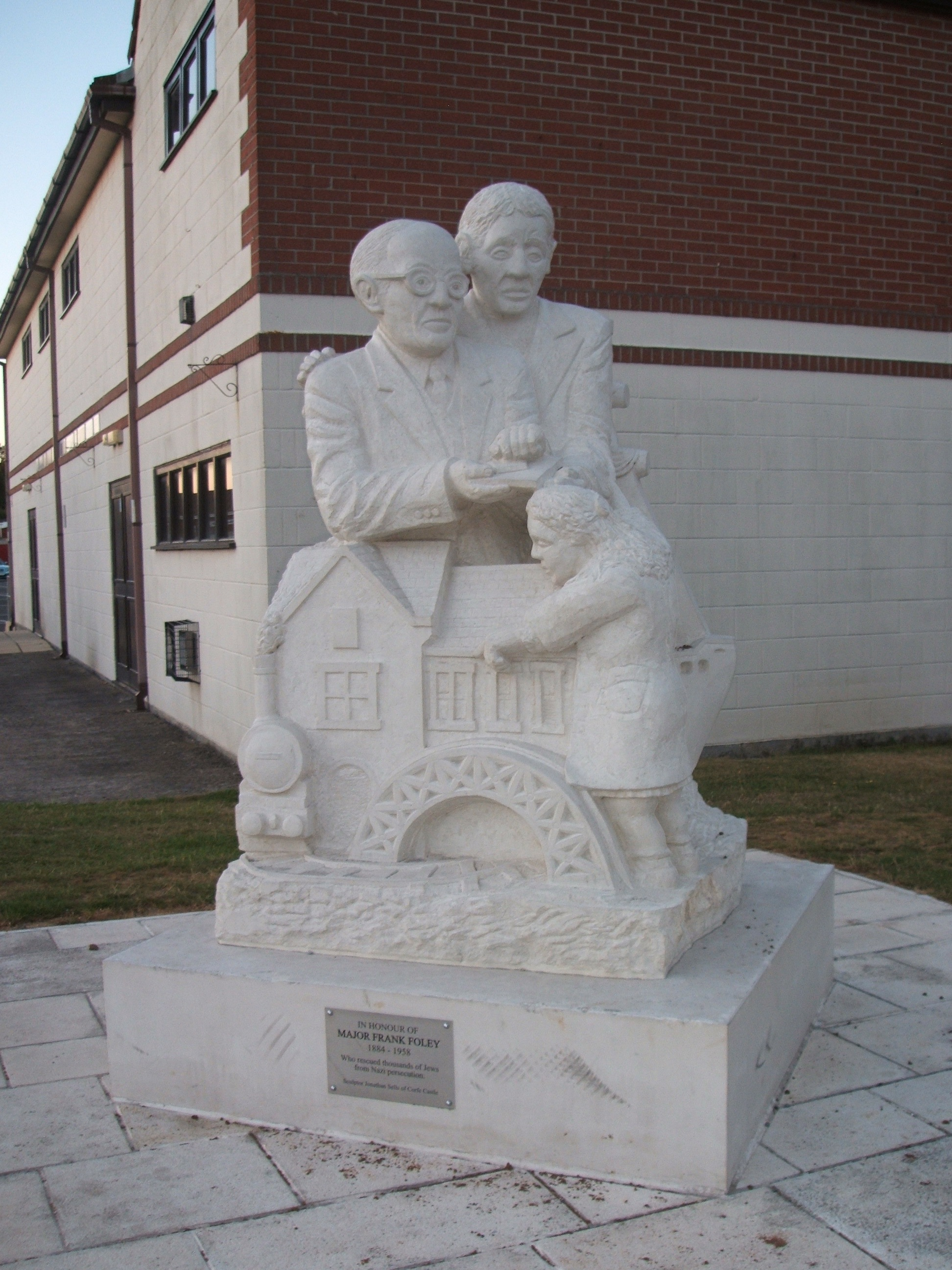
Statue à la mémoire de Frank Edward Foley à Highbridge (Angleterre).

Dans les années 1930, il est chef de l'antenne du MI6 à Berlin. Pour couvrir son activité, il est officiellement fonctionnaire du service des passeports (passport control officer) de la représentation diplomatique britannique en Allemagne, service derrière lequel se cache la cellule opérationnelle du renseignement. Il est d'abord chargé de surveiller les mouvements d'espions soviétiques et de divers agitateurs en Europe centrale, mais au cours des années 1930, son activité se focalise progressivement sur la politique de plus en plus agressive menée par l'Allemagne.
C'est après 1945 que seront reconnus ses efforts passés pour aider les Juifs vivant en Allemagne à échapper à la persécution mise en place par le régime national-socialiste. Il a notamment interprété de manière très large la réglementation du Foreign Office en matière de visas et a même établi de faux papiers pour permettre à des Juifs de quitter le territoire allemand. Bien qu'il n'ait pas bénéficié de l'immunité diplomatique, il a été jusqu'à faire sortir des Juifs de camps de concentration pour les cacher ensuite dans son propre appartement.
Après le déclenchement de la Seconde Guerre mondiale, Foley est dans le collimateur des autorités nazies : au printemps 1940, l'office central de la sécurité du Reich l'inscrit sur une liste connue en Angleterre sous le nom de Black Book, une liste de personnes qui, en cas d'invasion de l'Angleterre par la Wehrmacht, doivent être recherchées en priorité par les commandos spéciaux de la SS et emprisonnées.
Pendant la Seconde Guerre mondiale, Foley est chargé de démasquer les agents allemands présents au Royaume-Uni, mais aussi de les « retourner », c'est-à-dire d'en faire des agents doubles qui, tout en paraissant continuer d'œuvrer pour l'Allemagne, fournissent des renseignements aux services britanniques. En 1941, il est le premier membre du MI6 à interroger Rudolf Hess après que celui-ci a été arrêté lors de sa fuite hors d'Allemagne.

## Hommages
En 1999, il reçoit le titre de « Juste parmi les Nations » et une plaque commémorative est placée dans le Mémorial de Yad Vashem. En 2004, une plaque commémorative est inaugurée dans sa ville, à Stourbridge, et la même année, une stèle est placée sur le site de l'ambassade britannique à Berlin. En 2010, lors de la création de cette décoration, il devient Héros britannique de l'Holocauste.